# 12872 Susiestevens
12872 Susiestevens este un asteroid din centura principală de asteroizi.

## Descriere
12872 Susiestevens este un asteroid din centura principală de asteroizi. A fost descoperit pe 21 iulie 1998 la Socorro, New Mexico, în cadrul proiectului LINEAR. Asteroidul prezintă o orbită caracterizată de o semiaxă mare de 2,26 ua, o excentricitate de 0,14 și o înclinație de 3,2° în raport cu ecliptica.